# Canyon Creek (Waszyngton)
Canyon Creek – jednostka osadnicza w Stanach Zjednoczonych, w stanie Waszyngton, w hrabstwie Snohomish.